# Błędowice Średnie
Błędowice Średnie (cz. Prostřední Bludovice, niem. Mittel Bludowitz) – wieś i gmina katastralna w północnej części gminy Błędowice Górne, w powiecie Karwina, w kraju morawsko-śląskim, w Czechach. Powierzchnia 483,9046 ha, w 2001 liczba mieszkańców wynosiła 818, zaś w 2012 odnotowano 397 adresów.
Według austriackiego spisu ludności z 1900 Błędowice Średnie na obszarze 484 hektarów w 126 budynkach mieszkało 807 osób (gęstość zaludnienia 166,7 os./km²), z czego 611 (75,7%) było katolikami, 196 (24,3%) ewangelikami, 588 (72,9%) czesko-, 212 (26,3%) polsko- a 7 (0,9%) niemieckojęzycznymi. W roku 1910 Błędowice Średnie miały 829 mieszkańców, 828 zameldowanych na stałe, 752 (90,8%) czesko-, 67 (8,1%) polsko- a 9 (1,1%) niemieckojęzycznych, 626 (75,5%) katolików i 203 (24,5%) ewangelików.
W Błędowicach Średnich urodził się Alfons Kubosz (1896–1966) podpułkownik piechoty Wojska Polskiego, kawaler Virtuti Militari.